# Pierre Issa
Pierre Sanitarib Issa (Germiston, JAR, 11. rujna 1975.)  je umirovljeni južnoafrički nogometaš libanonskog podrijetla.

## Karijera

### Klupska karijera
Nakon igranja u poluprofesionalnoj momčadi Dunkerquea, Pierre Issa 1995. prelazi u redove Olmypique Marseillea. S klubom je 1999. igrao u finalu Kupa UEFA protiv Parme dok je u zimskom prijelaznom roku 2001. bio na kratkoj posudbi u Chelseaju. Budući da se u londonskom klubu nije naigrao, sezonu 2001./02. provodi u Watfordu. Ondje ga je trenirao novi trener Gianluca Vialli dok je svoj jedini prvenstveni pogodak zabio u susretu protiv Portsmoutha. Nakon teže ozljede u jednoj utakmici, klub ga je nakon svega pet mjeseci stavio na transfer listu.
Istekom ugovora, Issa potpisuje za Olympic Beirut s kojim je 2003. osvojio libanonsko prvenstvo i kup. Ostatak igračke karijere, Južnoafrikanac provodi u Grčkoj nastupajući za Ionikos i OFI Kretu.

### Reprezentativna karijera
Za nacionalnu selekciju Južne Afrike, Issa je odigrao 47 utakmica nastupivši pritom na dva svjetska (1998., 2002.) te tri afrička prvenstva (2000., 2002., 2006.). Najveći uspjeh ostvaren je na Afričkom Kupu nacija 2000. kada je s JAR-om bio brončani.